# 迎仙桥 (惠州)
迎仙桥，曾用名为三眼桥，是一座位于中华人民共和国广东省惠州市惠城区的桥梁，始建于宋代。现今的桥梁于2007年底重建，并于2008年1月基本完工。
该桥连接惠州西湖元妙观与芳华洲逍遥堂，是惠州西湖“五湖六桥八景”中“六桥”的第四桥，亦是一座有着很长的历史断层的桥梁。

## 名称
传说位于平湖芳华洲的逍遥堂道长经由此桥前往元妙观请八仙，最终心遂愿成，故名。

## 构造
现今的迎仙桥为惠城区的一条横跨西湖的桥梁，长14.6米，为弓形拱桥。桥孔宽3.3米，水位正常时与水面的落差为1.35米。桥梁主体为钢筋混凝土结构，桥身铺设浅灰色花岗岩，栏杆、抱鼓石等部分亦应用了花岗岩材料。

## 历史
有关迎仙桥的文字记载始于明朝。而根据考证，该桥始建于宋朝，最早位于元妙观左前方，通往芳华洲逍遥堂，在清朝被废。此桥的具体修筑及毁坏时间皆无从考证。
1986年，惠州西湖建设委员会于元妙观右前方的平湖湖面上筑堤，并重建了迎仙桥。此次重建后的桥梁长10米，宽3米，为三孔拱桥，最高的一孔宽2.5米，材料为钢筋混凝土。2007年，由于该桥被指“工艺简陋，桥身平直，不能体现西湖古色古香的韵味”，该桥随惠州西湖平湖美化工程的实施而再度重建，至2008年1月初基本竣工。

## 关联艺术创作
明代诗人陈运曾赋“西湖六桥”组诗，当中《迎仙桥》云：
|                    | 逍遥堂上迥超然，五色云中迓列仙。几度芳华洲上望，玉箫吹彻洞中天。 |
| ——陈运，《迎仙桥》 |                                                                  |